# نفل بواسييه
نفل بواسييه (باللاتينية: Trifolium boissieri) نوع نباتي من جنس النفل من الفصيلة البقولية. سمي على اسم عالم النبات الفرنسي بيير إدمون بواسييه.

## الموئل والانتشار
موطنه الأصلي بلاد الشام وقبرص وتركيا واليونان.

## مرادفات للاسم العلمي
- (باللاتينية: Chrysaspis boissieri (Guss.) Hendrych)